# Marcos Alonso (football, 1959)
Pour les articles homonymes, voir Marcos Alonso, Alonso et Marcos.
Marcos Alonso Peña, appelé Marcos Alonso ou Marcos lorsqu'il était joueur (né le 1er octobre 1959 à Santander et mort le 9 février 2023) est un footballeur espagnol, milieu de terrain. Il occupe ensuite le poste d'entraîneur. Il est le fils de Marquitos, un célèbre joueur du Real Madrid dans les années 1950.

## Carrière de joueur

### En club
Après être passé dans les équipes de jeunes du Real Madrid CF, Marcos Alonso Peña rejoint en 1977 le Racing de Santander et dispute son premier match alors qu'il n'a pas encore 18 ans. Il devient titulaire l'année suivante. Sa renommée croit à l'Atlético Madrid. Il est ensuite transféré au FC Barcelone. Au sein du club Blaugrana, il inscrit six buts en championnat pour sa première saison mais surtout il permet au club catalan de remporter la finale de la Coupe du Roi. Il marque en effet le but de la victoire à la dernière minute de la finale gagnée contre le Real Madrid CF (2-1). En 1986, il dispute la finale de la Coupe d'Europe des clubs champions contre le Steaua Bucarest. La finale se termine aux tirs au but et ce sont les Roumains qui s'imposent, les tireurs catalans, dont fait partie Marcos Alonso, ne transformant pas un seul des penaltys. Il retourne ensuite à l'Atletico avant de terminer sa carrière à Santander qu'il aide à remonter en deuxième division.

### En sélection
Sa première sélection en équipe nationale a lieu le 25 mars 1981 contre l'Angleterre à Londres. Il joue 22 fois pour La Roja et marque un but contre l'Islande en juin 1985. Il fait partie de la sélection pour l'Euro 1984 mais il ne joue pas lors de la finale perdue contre la France. Sa dernière sélection en équipe nationale a lieu le 25 septembre 1985 par une victoire contre l'Islande.

## Carrière d'entraîneur
Il commence sa carrière d'entraîneur en 1995 en rejoignant le Rayo Vallecano. Il entraîne ensuite les équipes du Racing de Santander, Séville FC, Atlético Madrid, Real Saragosse, Real Valladolid, Málaga CF et Granada 74 CF.

## Consultant sportif
Marcos Alonso commente les matchs du championnat d'Espagne sur la chaîne de radio RNE.

## Famille
Son père, Marcos Alonso Imaz, surnommé Marquitos, a été footballeur professionnel au Real Madrid CF avec lequel il a remporté à cinq reprises la Coupe d'Europe des clubs champions. Son fils, Marcos Alonso Mendoza, est également footballeur professionnel. 

## Palmarès

### En club
- FC Barcelone :
  - Championnat d'Espagne : 1984–1985
  - Coupe du Roi : 1982-1983
  - Coupe de la Ligue : 1983, 1986
  - Supercoupe d'Espagne : 1983
  - Coupe d'Europe des clubs champions : Finaliste en 1985-1986

### En sélection
- Championnat d'Europe : Finaliste en 1984

## Mort
Alonso meurt le 9 février 2023 suite d’un cancer.